# Réalmont
Réalmont är en kommun i departementet Tarn i regionen Occitanien i södra Frankrike. Kommunen ligger i kantonen Réalmont som tillhör arrondissementet Albi. År 2022 hade Réalmont 3 542 invånare.

## Befolkningsutveckling
Antalet invånare i kommunen Réalmont
| Referens: INSEE |